# Kinga Baranowska

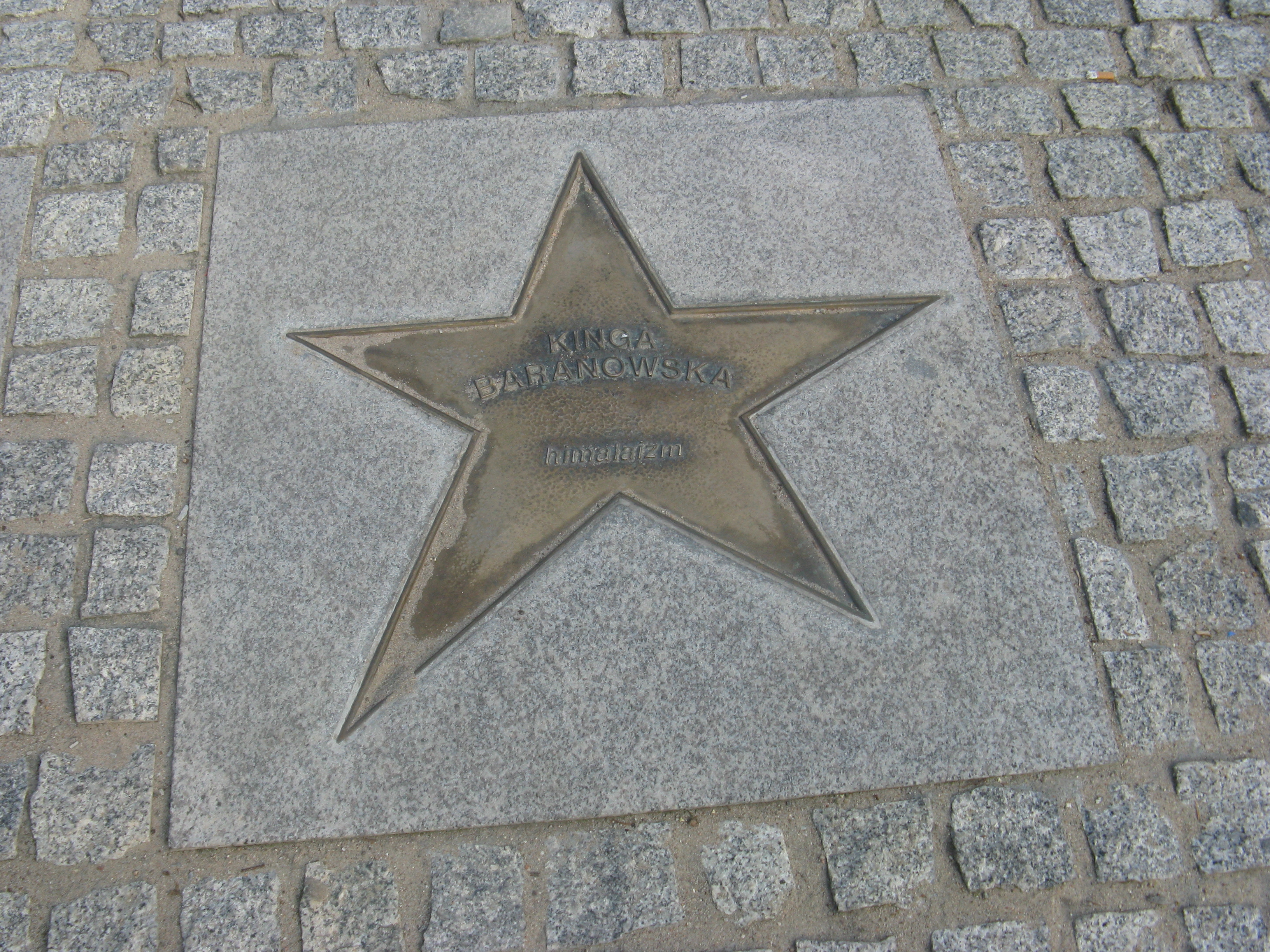
Gwiazda w Alei Gwiazd Sportu we Władysławowie

Kinga Baranowska (ur. 17 listopada 1975 w Wejherowie) – polska geograf, psycholog, psychoterapeutka i himalaistka, zdobywczyni dziewięciu ośmiotysięczników. Na trzech z nich stanęła jako pierwsza Polka: Dhaulagiri, Manaslu i Kanczendzondze. Na wszystkie szczyty wspięła się bez używania dodatkowego tlenu z butli. Przez kilka lat - członkini kadry narodowej Polskiego Związku Alpinizmu (wspinaczka wysokogórska), a także wiceprezes zarządu Klubu Wysokogórskiego Warszawa. 

## Życiorys
Urodziła się 17 listopada 1975 w Wejherowie. Absolwentka I Liceum Ogólnokształcącego im. Króla Jana III Sobieskiego w Wejherowie. W 1999 ukończyła studia geograficzne na Uniwersytecie Gdańskim, w 2016 studia podyplomowe w Szkole Treningu i Warsztatu Psychologicznego Intra (szkoła trenerska), w 2018 studia podyplomowe w Studium Pomocy i Edukacji Psychologicznej Intra, w 2023 4-letnią Szkołę Psychoterapii Intra, a w 2024 psychologię (specjalność: psychologia kliniczna i zdrowia) na Uniwersytecie SWPS w Warszawie.
Mieszka w Warszawie i Zakopanem.

## Wejścia na wierzchołki ośmiotysięczników
- 2003 – Czo Oju (8201 m)
- 2006 – Broad Peak (8048 m) – druga Polka na szczycie
- 2007 – Nanga Parbat (8125 m) – wejście ścianą Diamir
- 2008 – Dhaulagiri (8167 m) – pierwsza Polka w historii
- 2008 – Manaslu (8156 m) – pierwsza Polka w historii
- 2009 – Kanczendzonga (8598 m) – pierwsza Polka w historii[3][4][5]
- 2010 – Annapurna (8091 m) – drugie polskie kobiece wejście
- 2012 – Lhotse (8516 m) – trzecie polskie kobiece wejście, pierwsze bez używania tlenu z butli[6]
- 2015 – Gaszerbrum II (8035 m)

## Wyprawy wysokogórskie
Pierwsza wyprawa Baranowskiej w Himalaje miała miejsce jesienią 2003 r.; wówczas zdobyła szczyt Czo Oju na granicy Tybetu i Nepalu. Następnego roku brała udział w wyprawie na siedmiotysięcznik Szczyt Zwycięstwa w górach Tienszan. 22 lipca 2006 r. powróciła w góry wysokie, by stanąć na szczycie Broad Peak w Karakorum.
11 czerwca 2007 r. w ramach aklimatyzacji zdobyła najwyższy szczyt Ameryki Północnej – Denali (McKinley), natomiast 18 lipca 2007 r. około 10 rano czasu lokalnego stanęła na wierzchołku kolejnego ośmiotysięcznika – Nanga Parbat po wspinaczce na niego ścianą Diamir. Jesienią tego samego roku 2007 podjęła próbę wejścia na Dhaulagiri od strony północno-wschodniej (musiała zawrócić 100 metrów przed szczytem).
W 2008 r. Kinga Baranowska stanęła na dwóch ośmiotysięcznikach jako pierwsza Polka w historii: 1 maja na Dhaulagiri, siódmym co do wysokości szczycie świata (8167 m n.p.m.) oraz 5 października na Manaslu (8156 m n.p.m.), ósmym szczycie świata.
Wierzchołek Kanczendzongi, osiągnięty 18 maja 2009, jest najwyższym jak dotąd osiągnięciem Baranowskiej, a Polska została pierwszym krajem, którego przedstawicielki zdobyły wszystkie szczyty o wysokości ponad 8000 m. 6 września 2009 r. rozpoczęła kolejną wyprawę, której celem był najniższy z ośmiotysięczników, tybetańska Sziszapangma, szczytu jednak nie udało się zdobyć. 27 kwietnia 2010 r. Kinga Baranowska i Piotr Pustelnik stanęli na dziesiątym szczycie świata – Annapurnie. Jest to drugie polskie kobiece wejście na ten wierzchołek.
Dwukrotnie próbowała zdobyć najtrudniejszy ośmiotysięcznik świata K2 (2010 i 2011), jednak w obu tych sezonach nikomu nie udało się stanąć na szczycie od strony pakistańskiej.
25 maja 2012 r. Kinga Baranowska stanęła na Lhotse (8516 m n.p.m.), czwartym co do wysokości szczycie świata, wznoszącym się w Himalajach Wysokich, na granicy Nepalu i Chin.
W kwietniu i maju 2013 próbowała wraz z Rafałem Fronią zdobyć Makalu, jednak ze względu na złą pogodę zmuszona była zakończyć wyprawę bez osiągnięcia szczytu.
Na wszystkie ośmiotysięczniki weszła bez dodatkowego tlenu oraz bez pomocy Szerpów. 

## Nagrody
- 2007, 2008, 2009, 2010 – w ścisłym finale Nagrody Środowisk Wspinaczkowych „Jedynka”
- 2008 – Kobieta Roku miesięcznika „Shape” w kategorii „Kobiety, które zmieniają świat”
- 2009 – nagroda „Kolosa 2008” w kategorii „ALPINIZM”, za zdobycie w ciągu jednego roku dwóch ośmiotysięczników: Dhaulagiri oraz Manaslu
- 2009 – Nagroda Ministra Sportu za wspinaczkę na trzeci szczyt świata
- 2017 – Tytuł ,,Mistrz Mowy Polskiej'' - laureatka XVII edycji plebiscytu na najlepiej mówiących Polaków

## Odznaczenia
25 kwietnia 2015 prezydent RP Bronisław Komorowski odznaczył Kingę Baranowską Złotym Krzyżem Zasługi „za zasługi dla rozwoju sportów wysokogórskich, za promowanie imienia Polski w świecie”.